# Macbeth (italiensk film fra 1909)
|  | For andre betydninger, se Macbeth (flertydig) |
Macbeth er en italiensk stumfilm fra 1909 af Mario Caserini.

## Medvirkende
- Dante Cappelli som Macbeth
- Maria Caserini som Lady Macbeth
- Amleto Palormi
- Ettore Pesci